# Gutefrage.net
gutefrage.net (Eigenschreibweise: gutefrage) ist ein deutsches Internetforum ohne Themenspezialisierung. Es dient Fragestellern dazu, von anderen Benutzern Antworten auf ihre Fragen zu erhalten.

## Geschichte
Als erste Eigengründung der Holtzbrinck eLAB, einer Tochtergesellschaft der Holtzbrinck-Verlagsgruppe, ging gutefrage.net im Jahr 2006 online. Die Website entwickelte sich zum meistgenutzten Angebot der Gutefrage-Gruppe und einem der größten Foren im deutschsprachigen Raum, was das Inhaltswachstum und die Seitenabrufe angeht. Nach eigenen Angaben erreichte das Unternehmen 2009 die Gewinnschwelle.
Ende 2012 ging eine mobile Version der Website online, im Dezember 2013 folgten Apps für Android und iOS.
Im Juni 2020 ging gutefrage.net eine Kooperation mit Amazon ein, durch die der Sprachassistent Alexa auf ausgewählte Beiträge der Plattform zugreifen und seinen Benutzern als Antwort auf deren Fragen ausspielen kann.
Seit Januar 2021 gehört gutefrage zur Müller Medien-Gruppe.
Am 5. Oktober 2023 wurde bekannt, dass mobile.de, der bisherige Betreiber von Motor-Talk.de, größte Online-Community zum Thema Automotive in Deutschland und Europa, diese Seite mit sofortiger Wirkung an gutefrage.net abgegeben hat. Im Mitglieder-Informationsblog auf Motor Talk wird ausgeführt, dass Motor-Talk von gutefrage.net im Wesentlichen unverändert fortgeführt werden soll.

## Konzept
Das Internetforum dient Fragestellern dazu, von anderen Benutzern Antworten auf ihre Fragen zu erhalten. Der Inhalt der Seite besteht größtenteils aus User-Generated-Content. Beiträge der Benutzer werden dabei durch ein internes System der Gamification belohnt, das auf Bewertungen durch andere Benutzer beruht. Benutzer mit besonderem Engagement in einem bestimmten Thema werden nach individueller Prüfung von Mitarbeitern von gutefrage.net als Community-Experten (angezeigt als „Community-Experte“) ausgezeichnet. Darüber hinaus besteht die Möglichkeit, sich durch den Nachweis von tatsächlichem Fachwissen als sogenannter Fachexperte (angezeigt als „Experte“) zu registrieren. Neben dem Stellen und Beantworten von Fragen können die Benutzer über private Nachrichten kommunizieren. Fragesteller haben die Option, unter den Antworten auf ihre Frage die hilfreichste auszuzeichnen, die dann optisch hervorgehoben wird. Wenn innerhalb von zwölf Stunden kein Nutzer auf eine Frage antwortet, antwortet gelegentlich ein Bot namens BrAIny.
Eine inhaltliche Moderation findet mit wenigen Ausnahmen nicht statt. Die Bearbeitung von Beiträgen, die von Benutzern gemeldet werden, findet hauptsächlich durch angestellte Moderatoren statt. Zusätzlich gibt es ehrenamtliche Moderatoren, die insbesondere nachts bei Abwesenheit des Supports moderieren können. Diese so genannten Usermods werden von angestellten Mitarbeitern ausgewählt und kontrolliert. Die Moderatoren können die gemeldeten Beiträge gegebenenfalls löschen, verstecken oder verändern sowie Benutzer sperren.
gutefrage betreibt weitere themenorientierte Plattformen: motorradfrage.net, sportlerfrage.net, finanzfrage.net, reisefrage.net, gesundheitsfrage.net, computerfrage.net und autofrage.net. Diese Seiten basieren auf dem gleichen Konzept wie gutefrage, konzentrieren sich jedoch auf den Austausch zu ihrem jeweiligen Themengebiet. Die Websites speisekarte.de sowie helpster.de gehören ebenfalls zur gutefrage.net GmbH.

## Daten und Zahlen
Im Alexa-Ranking befand sich die Plattform im Januar 2022 auf Platz 245 der meistbesuchten Websites Deutschlands. Im November 2020 war sie auf Platz 182, im November 2018 auf Platz 63 und im Dezember 2016 auf Platz 28.
Die Plattform hatte im Januar 2025 nach eigenen Angaben rund 1,85 Millionen aktive Mitglieder, 31 Millionen Fragen und 219 Millionen Antworten und Kommentare.